# Rhamphocottus richardsonii

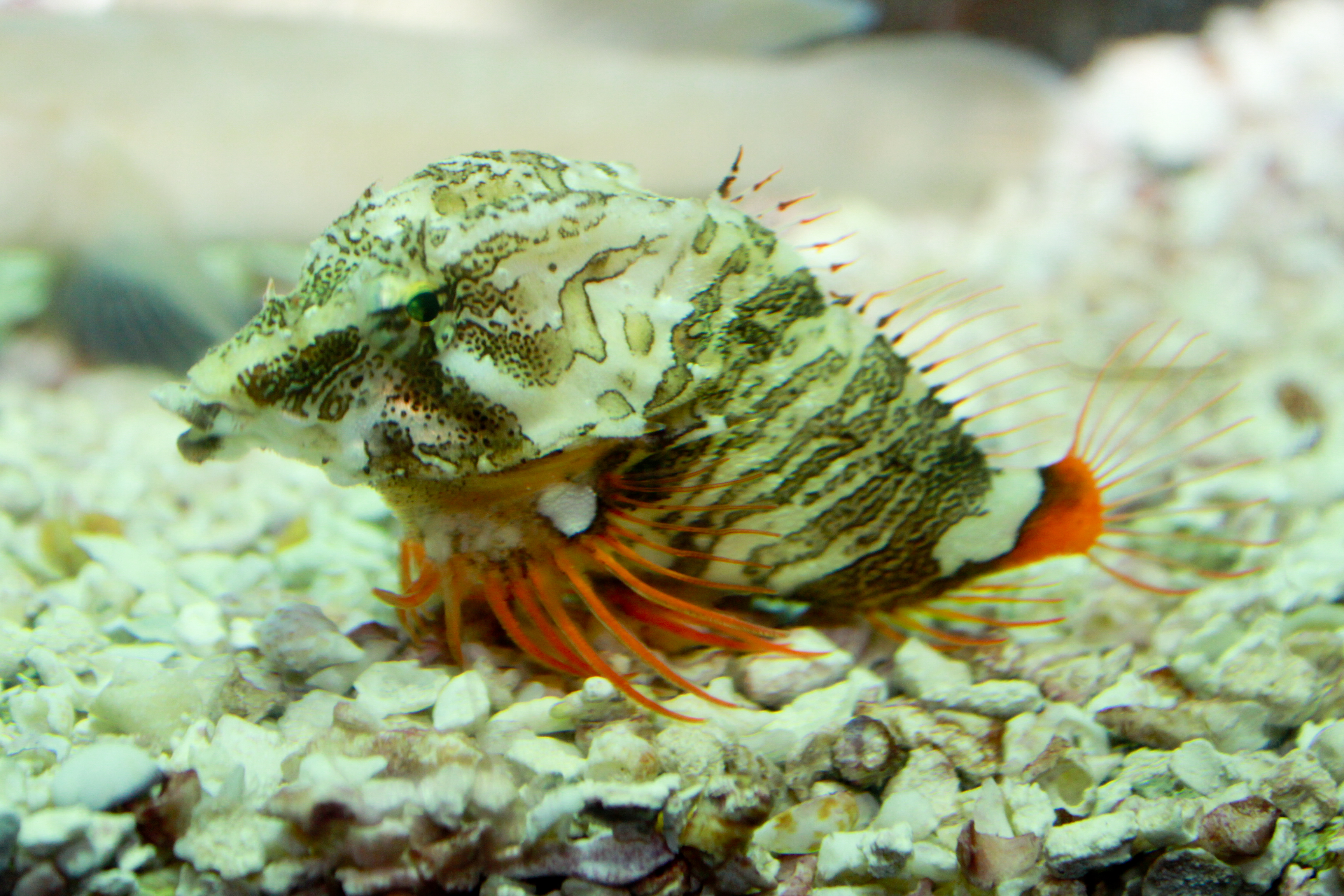
Rhamphocottus richardsonii.

El charrasco gruñón (Rhamphocottus richardsonii), única especie del género Rhamphocottus que a su vez es el único encuadrado en la familia Rhamphocottidae, es un pez marino del orden Scorpaeniformes, que se distribuye por todo el litoral del norte del Pacífico que va desde Japón hasta el sur de California.

## Morfología
Tienen el cuerpo moderadamente comprimido, con un alto perfil dorsal; tanto la cabeza como el cuerpo están cubiertos de pequeñas placas óseas multiespinosas, que se proyectan a través de la piel como púas; poseen una espina en el preopérculo, fuerte y recia.
El cuerpo alcanza una talla máxima de 8'9 cm; en la aleta dorsal tiene 7 a 8 espinas y unos 12 radios blandos siendo la única aleta con espinas, todas ellas sin ramificaciones; la aleta caudal es redondeada.

## Hábitat y modo de vida
Habita zonas intermareales y hasta 165 m de profundidad, tanto en charcas de marea en rocas cono sobre fondos arenosos. Observado frecuentemente refugiándose en el interior de conchas vacías, incluidas las del balano gigante Balanus nubilis, así como en botellas y latas tiradas por el hombre.
Los juveniles se alimentan de zooplancton, tanto invertebrados como larvas de peces, mientras que los adultos suelen alimentarse de crustáceos. Puede utilizar sus aletas pectorales para arrastrarse sobre las rocas y las algas durante la marea baja.

## Reproducción
La hembra atrae al macho hasta un hueco en las rocas y lo mantienen allí hasta que ella pone sus huevos.